# 羅臼昆布
羅臼昆布（らうすこんぶ）は、北海道羅臼町沿岸で採れる昆布。高品質な昆布で知られており、「昆布の王様」とも呼ばれる。

## 概要
品種としてはマコンブの変種であるオニコンブである。
高品質、希少であることに加え、一般的な昆布よりも製造工程が多く、昆布の中では最も高額で取引されている。外観は黒褐色または薄青い橙色のムラがあり、大きなサイズであることも特徴に挙げられる。色のムラは海底の岩と擦れることで生じるものである。

## 利用法
昆布の中でも特に濃い出汁が採れることで知られる。
厚みのある濃厚な旨味と甘味を感じ、コクの強さが特徴で、香りもしっかりとしている。出汁はやさしい黄色味を帯びる。
水出しした出汁でも風味、旨味の強さは十分にあるが、火入れすることで、より濃厚さが増す。
羅臼昆布自体にも甘味があり、繊維質も軟らかいので、出汁を採るだけでなく、おやつや肴としてそのままでも食される。

## 等級
昆布は、厚み、幅、長さ、重さ、色艶などから、5段階の等級に分けられる。
羅臼昆布では、以下のような項目も考慮される。

### 天然物と養殖物
養殖の羅臼昆布は大きな葉で、表面に傷がないため、綺麗ではあるが、出汁をとる味は天然物より劣る。同じ等級であれば、天然物の方が養殖物よりも高級品となる。
ただし、羅臼昆布は濃い出汁が採れるため、家庭での普段使いであれば養殖物でも十分ともされる。

### 「走り」と「丸羅」
羅臼昆布の漁は毎年7月半ばから8月末頃まで行われる。この期間中の前半に採取されるものを「走り」と呼び、後半に採取されるものを「丸羅（後取り）」と呼ぶ。
「走り」は、昆布の成長が急速に進む夏の早い時期に収穫されるため、やや薄めで肉質がやわらかく、香りのよい上品な味わいとなり、「丸羅（後取り）」は、肉厚で見た目がしっかりしているが、風味では劣り、出汁も濁りやすくなる。
同じ等級であれば、「走り」の方が高品質とされる。

### 「黒口」と「赤口」
表皮の色により、黒褐色の物を「黒口」と呼び、赤褐色の物を「赤口」と呼ぶ。「黒口」のほうが見た目が良いため、「赤口」よりも高い価格で取引されるが、風味はほとんど変わらない。

## 歴史

### 前史
17世紀中ごろ、アイヌと江戸幕府とは交易をはじめ、日本の海上交易が本格化されていった。18世紀には北前船によって、蝦夷地から昆布、ニシン、サケ、マス、タラなどの海産物が運ばれていった。北前船の航路の最終地点として根室国に根室場所が設けられた当初は根室地方の産物は発展しはじめた頃はエゾマツが主力商品であり、漁業は雑魚が中心であった。1831年（天保3年）に近江商人の藤野喜兵衛（2代目、屋号「又十」）が根室場所の単独の場所請負人になると、藤野は日高国ホロイツミ（現・えりも町）に和人監督、アイヌ漁夫たちを研修に送って、1832年（天保4年）には根室のオキネップ・歯舞群島に昆布場を開設するが、輸送費と見合わず失敗に終わる。当時の製法では根室国での昆布の生産が安定しなかったようでもあった。なお、昆布場開設の同年には目梨場所も藤野家の経営となり、羅臼や現・標津町周辺ではサケ・マス漁業が本格的に行われていくことになった。
1850年（嘉永3年）に、藤野喜兵衛（四代目）がオキネップ・歯舞・珸瑤瑁に改めて昆布場開設を行い、成功を収めたことで、根室でも昆布の出荷が盛んになっていった。
1868年（明治元年）の明治維新によって、場所請負制は廃止され、北海道全域の資源生産地が開拓使函館使庁の管理課へ置かれることになり、1876年（明治9年）には、漁業改革によって漁場持制度も廃止されたことで、植別村（現・羅臼町）にも本格的に本州出身者の移住が始まる。

### 羅臼昆布の始まり
1905年（明治38年）に羅臼産昆布を大阪へ出荷したところ高値で売れたことから、徐々に採取する者が増え始めた。
羅臼村の初代村長・村田吾一への聞き取りでは、1910年（明治42年）に、辻中実義、阿部平吉他2名の協力で、植別村の「ケンネベツ」に初めて昆布番屋を建てたといわれている。辻中は根室への昆布の海上運輸を担当し、阿部らは昆布づくりを担当していた。
輸送航路が確立されたことによって、羅臼の昆布漁業は大きく飛躍していったと言える。

### 羅臼昆布製法の確立
羅臼昆布は製品ができあがるまでに20以上の工程を経ている。
肉厚で巨大な羅臼昆布ならではの丁寧な作業であるが、この作業工程には、辻商店店主で大阪市昆布商同業者組合会長でもあった辻善之の強い依頼によるもので、1930年代ごろに確立された。
大正時代から昭和初期の昆布漁は、夏期のシーズン中は誰でも、いくらでも昆布を採ることができ、定置網漁と比べると規模が小さく、家族だけでも仕事が行え、高級品ということもあり、「一年を一月で暮らす」と言われるほど割の良い仕事と言われていた。
植別村にも、新規入植者が増え続け、昆布漁を行う漁家も北上を続け、大正時代のはじめには知床岬先端部・赤岩地区までも昆布漁師が訪れ、漁が行われるようになっていった。昆布漁の中心地も植別から羅臼周辺に移り、1930年（昭和5年）には村名も羅臼村に改正される。
第二次大戦後の1949年（昭和25年)には羅臼村が国後島などからの戦後引揚者や移住者を受け入れたことで、昆布漁の従事者は羅臼全村で375戸、操業船数は508隻となった。なお、この時代には「昆布漁には一家族につき操業船一隻」という決まりは、まだない。

### 赤岩の番屋
知床沿岸での昆布漁が本格的に始まったのは交通網が整い始めた大正時代になる。赤岩地区の昆布漁は大正6年（1917年）頃に始まっており、当時の赤岩の番屋は5戸あまりだった。
道路が整備されるようになると、良質な羅臼の昆布は、大阪方面から交易商人を介して注目されるようになり、夏期に赤岩地区で昆布漁に従事する者も増え、従事者を乗せた船が岬方面に向かう姿は夏の風物詩ともなった。1972年（昭和45年）には赤岩の番屋は56軒あり、1軒あたり少なくても5名は移住していた。当時は子供も大きな労働力であり、2学期の始業に間に合わないので、学業の遅れを補習するために教員が赤岩地区を巡回指導していた。 
その後、スケトウダラ漁の豊漁により格差是正が図られ、昆布漁の権利を返上したり、船外機の進歩や普及によって、番屋へ一時移住せずとも昆布を獲れるようになったこと、乾燥機の普及により燃料となる油の運搬の便利な場所へ昆布製造場所が移動したことで、赤岩地区での昆布漁家は無くなった。
初期の赤岩の番屋は、流木を集めてピラミッド型の小屋を作り、草を刈って隙間を埋めることで雨露をしのいでいた。持ち込んだ食料が底をつくと魚を獲って食べといった原始時代にも似た生活を送っていた。こういった番屋の次世代型とも呼べる昭和時代の長谷川番屋が現存しており、ナラの木材を使った梁など、当時の暮らしの様子を知ることができる。

### 知床半島の国立公園指定
1964年（昭和39年）、通常は地元側の要請を経て候補に選ばれるのだが国の自然公園審議会側からの直接の指名によって知床半島が国立公園に指定される。
これによって、赤岩を含めた知床岬先端部の地域は「特別保護地区」に指定され、原則として一切の原状変更が認められない自然保護区となった。国立公園の制度の中でも、「特別保護地区」は、国際自然保護連合の国立公園の定義である「開発や居住を防止し排除する」状態に最も近いルールとして、国際的には評価が高い制度である。
また、1964年はNHK羅臼テレビジョン放送が始まった年でもあり、NHKの番組『新日本紀行』は羅臼町を取材し、昆布漁師や定置網漁師の生活を日本全国に紹介することとなった。

## 製造工程
現在でも昆布漁期になると番屋へ移住し、人力で浜ならしから天日で干すといった昔ながらの作業工程により近いかたちで羅臼昆布漁が行われている。
道路が整備された地域では、浜ならしをブルドーザーで行ったり、乾燥機を使った人工乾燥が行われている。
以下に、作業工程を記す。
1. 採取した昆布を船から降ろす。
2. 昆布を機械で洗う。
3. タワシで1枚1枚手洗いする。
4. 浜で天日干しを行う。
5. 根を切る。
6. 乾燥小屋で乾かす。
7. 頭干しをする。
8. しめりを入れる。
9. 必要以上に乾燥させないよう、シートに入れる。
10. 昆布巻き
11. 一晩おいて、昆布のしを行い、同じ大きさのものに仕分ける。
12. 1晩から2晩、あんじょうする。
13. 日入れを行う。
14. 2回目のあんじょうを行う。
15. ひれかり、頭がりを行う。
16. 3回目のあんじょうを行う。
17. 箱詰めする。

通常の昆布は完成までに1週間ほどであるが、羅臼昆布では3週間がかかる。